# August Friedrich von Boden
August Friedrich Boden, seit 1739 von Boden, (* 26. August 1682 in Magdeburg; † 11. März 1762 in Berlin) war ein preußischer Finanzminister.

## Leben

### Herkunft
Sein Vater war Michael Boden, Pächter des Klostergutes Gottesgnade, seine Mutter Dorothea Schirmer.

### Karriere
Boden war 1702 an der Universität Halle eingeschrieben und hat dort vermutlich studiert. Er ging in die preußische Verwaltung und kam in das Domänenamt Calbe. Dort wirtschaftete er so erfolgreich, dass ihn König Friedrich Wilhelm I. 1721 zum Oberamtmann und Kammerrat beförderte, dazu war er Mitglied der Magdeburger Kriegs- und Domänenkammer. Am 11. Januar 1724 wurde er Finanzrat im IV. Departement des neu errichteten Generaldirektoriums, zugleich war er als persönlicher Sekretär des Königs in dessen Kabinett tätig. 1733 gingen bereits alle Wirtschaftssachen durch seine Hände. Er war Chef des 3. Departements im Generaldirektorium, als er am 3. April 1739 zum Wirklichen Geheimen Etats- und Kriegsrat befördert und am 10. April desselben Jahres in den Adelstand erhoben wurde. Er wurde damit Nachfolger von Friedrich von Görne. Die durch seine ausgezeichnete Verwaltung außerordentlich gesteigerten Einkünfte aus den Domänen hatten ihm zwar beim Könige besonderes Ansehen verschafft, jedoch auch größeren Hass und Misstrauen erweckt, ein Misstrauen, welches auch der Kronprinz Friedrich teilte. Nachdem Friedrich König geworden war, wurde das Verhalten von Bodens untersucht; es konnte jedoch kein Fehlverhalten gefunden werden. Auch wenn er vom König noch 1759 scharf getadelt wurde, hieß es doch: „Der König tut Alles selbst, hört nur auf Boden, der die Sparsamkeit predigt und damit ganz ungemeinen Eingang findet, ja noch größeren als unter der vorigen Regierung.“
Ein im Rahmen der friderizianischen Kolonisation 1753 bei Kolberg angelegtes Dorf erhielt zu Ehren von August Friedrich von Boden den Namen Bodenhagen.

### Familie
Boden war mit Lea Catharina Reichenbach verheiratet. Sie war die Tochter des Regierungsrats und Syndikus Johann Friedrich Reichenbach. Das Paar hatte folgende Kinder:
- Friedrich August (1708–1780), Kammerdirektor und Minister

⚭ N.N.
⚭ Margarete Christiane Gossler
- Friedrich Wilhelm (1709–1791), Erbherr von Klostermansfeld ⚭ Ludovika Christian Aemilia Krug von Nidda (1733–1791)
- Frederike Luise (1724–1805) ⚭ Christian Friedrich von Blanckensee (1716–1757), Generalmajor
- Christiane Auguste  (1721–1776) ⚭ Christian Wilhelm von Zastrow (1712–1758), Major, Eltern von Wilhelm von Zastrow